# Sarcophyton minusculum
Sarcophyton minusculum is een zachte koraalsoort uit de familie Alcyoniidae. De koraalsoort komt uit het geslacht Sarcophyton. Sarcophyton minusculum werd in 2009 voor het eerst wetenschappelijk beschreven door Samimi Namin & van Ofwegen. 